# فرحات (اسم)
فرحات هو اسم علم مذكر من أصل عربي، ومعناه هو جاء على صيغة جمع المؤنث السالم من الاسم «فرحة» المسرات السعادات.

## شخصيات تحمل الاسم
- فرحات الراجحي (سياسي تونسي، 29 ديسمبر 1952 – )
- فرحات باشا (1530 – 1595)
- فرحات باشا الصقللي (سياسي عثماني، – 1590)
- فرحات بهليفان (ملاكم تركي، 20 أغسطس 1988 – )
- فرحات حشاد (نقابي تونسي، 2 فبراير 1914 – 5 ديسمبر 1952)
- فرحات عباس (رئيس الجزائر، 24 أغسطس 1899[3][4] – 24 ديسمبر 1985[5][3][4])
- فرحات كابلان (لاعب كرة قدم تركي، 7 يناير 1989[6] – )
- فرحات كيراز (لاعب كرة قدم تركي، 2 يناير 1989[7] – )
- فرحات مهني (5 مارس 1951 – )
- فرحات يازغان (لاعب كرة قدم تركي، 20 أكتوبر 1992[8] – )

## وصلات خارجية
- موسوعة السلطان قابوس لأسماء العرب نسخة محفوظة 5 أبريل 2019 على موقع واي باك مشين.